# 24 uur van de Nürburgring

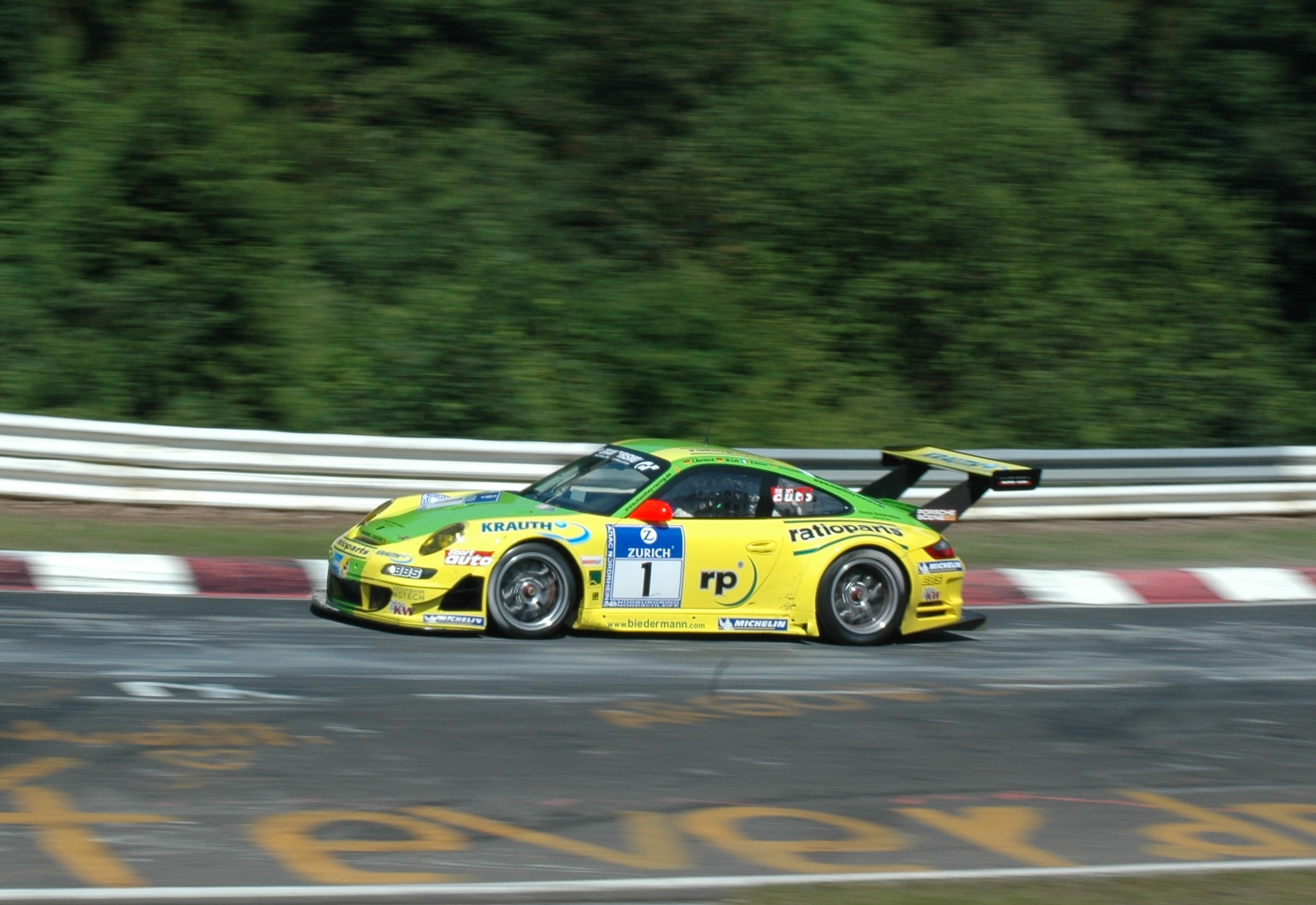
Manthey Racing, winnaar in 2006, 2007, 2008, 2009, 2011, 2018 en 2021.

Nordschleife en het GP-circuit

De 24 uur van de Nürburgring is een uithoudingsrace voor sportwagens die jaarlijks op de Nürburgring gehouden wordt, op het oude Nordschleife deel van het circuit plus het GP-circuit. De race wordt sinds 1970 door de Duitse automobielbond ADAC georganiseerd als een alternatief voor de duurdere 1000 km Nürburgring race.

## Verloop
Tijdens de trainingen worden 230 wagens toegelaten, 220 van hen kwalificeren zich voor de race. Elk team mag twee, drie of vier rijders inzetten per wagen. Elke rijder mag maximaal 150 minuten non-stop rijden en moet dan minimaal 120 minuten pauze nemen. Vierentwintig uur na de start is de race ten einde.

## Geschiedenis
Ex-Formule 1 piloten die de race wonnen zijn onder meer Hans-Joachim Stuck (1970), Niki Lauda (1973), Bernd Schneider (2013) en de Portugees Pedro Lamy, die de race vier keer won.
De Belgische coureur Marc Duez won de race vier keer, in 1992 met landgenoot Jean-Michel Martin en ex-formule 1 rijders Johnny Cecotto en Christian Danner. Hij won ook in 1995, 1998 en 1999. Nederlander Duncan Huisman won de race in 2005.
Tussen 2006 en 2009 won het Manthey Racing Team vier jaar op rij, drie jaar op rij met de rijders Marc Lieb, Timo Bernhard, Romain Dumas en Marcel Tiemann. Deze laatste won in 2009 de race voor de vijfde keer in zijn carrière en werd daardoor recordhouder.
De 24 uur van Nürburgring is een van de grootste races ter wereld voor GT auto's en toerwagens. Er doen ruim 200 auto's mee en het evenement trekt jaarlijks zo'n 200.000 bezoekers. Typisch aan de race is dat veel bezoekers in tenten en caravans verblijven om de Nordschleife heen. Vooral Brünchen, Pflanzgarten en Hatzenbach zijn drukke plekken. De grote diversiteit zorgt ook voor spectaculaire snelheidsverschillen, de auto's variëren van 600 pk sterke GT3 auto's tot 200 pk sterke hatchbacks.  

## Winnaars
| Jaar | Rijder 1                        | Rijder 2             | Rijder 3                   | Rijder 4             | Auto                      | Team                    |
| ---- | ------------------------------- | -------------------- | -------------------------- | -------------------- | ------------------------- | ----------------------- |
| 1970 | Hans-Joachim Stuck              | Clemens Schickentanz | -                          | -                    | BMW 2002 TI               | Koepchen BMW Tuning     |
| 1971 | Ferfried Prinz von Hohenzollern | Gerold Pankl         | -                          | -                    | BMW 2002 Alpina           | Alpina                  |
| 1972 | Helmut Kelleners                | Gerold Pankl         | -                          | -                    | BMW 2800                  | Alpina                  |
| 1973 | Niki Lauda                      | Hans-Peter Joisten   | -                          | -                    | BMW 3300                  | Alpina                  |
| 1974 | Geen race                       | Geen race            | Geen race                  | Geen race            | Geen race                 | Geen race               |
| 1975 | Geen race                       | Geen race            | Geen race                  | Geen race            | Geen race                 | Geen race               |
| 1976 | Fritz Müller                    | Herbert Hechler      | Karl-Heinz Quirin          | -                    | Porsche 911 Carrera       |                         |
| 1977 | Fritz Müller                    | Herbert Hechler      | -                          | -                    | Porsche 911 Carrera       |                         |
| 1978 | Fritz Müller                    | Herbert Hechler      | Franz Geschwendtner        | -                    | Porsche 911 Carrera       | Valvoline Deutschland   |
| 1979 | Herbert Kummle                  | Karl Mauer           | Winfried Vogt              | -                    | Ford Escort               | Cavallo Matras          |
| 1980 | Dieter Selzer                   | Wolfgang Wolf        | Matthias Schneider         | -                    | Ford Escort RS 2000       | Berkenkamp Racing       |
| 1981 | Helmut Döring                   | Dieter Gartmann      | Fritz Müller               | -                    | Ford Capri                | Gilden-Kölsch           |
| 1982 | Dieter Gartmann                 | Klaus Ludwig         | Klaus Niedzwiedz           | -                    | Ford Capri                | Eichberg Racing         |
| 1983 | Geen race                       | Geen race            | Geen race                  | Geen race            | Geen race                 | Geen race               |
| 1984 | Axel Felder                     | Franz-Josef Bröhling | Peter Oberndorfer          | -                    | BMW 635 CSi               | Auto Budde Team         |
| 1985 | Axel Felder                     | Jürgen Hammelmann    | Robert Walterscheid-Müller | -                    | BMW 635 CSi               | Auto Budde Team         |
| 1986 | Markus Oestreich                | Otto Rensing         | Winfried Vogt              | -                    | BMW 325i                  | Linder Rennsport        |
| 1987 | Klaus Ludwig                    | Klaus Niedzwiedz     | Steve Soper                | -                    | Ford Sierra               | Eggenberger             |
| 1988 | Edgar Dören                     | Gerhard Holup        | Peter Faubel               | -                    | Porsche 911 Carrera       |                         |
| 1989 | Emanuele Pirro                  | Roberto Ravaglia     | Fabien Giroix              | -                    | BMW M3                    | Team Bigazzi            |
| 1990 | Altfrid Heger                   | Joachim Winkelhock   | Frank Schmickler           | -                    | BMW M3                    | Linder Motorsport       |
| 1991 | Joachim Winkelhock              | Kris Nissen          | Armin Hahne                | -                    | BMW M3                    | Schnitzer Motorsport    |
| 1992 | Johnny Cecotto                  | Christian Danner     | Jean-Michel Martin         | Marc Duez            | BMW M3                    | Team Bigazzi            |
| 1993 | Tonico de Azevedo               | Franz Konrad         | Örnulf Wirdheim            | Frank Katthöfer      | Porsche 911 Carrera       | Konrad Motorsport       |
| 1994 | Karl-Heinz Wlazik               | Frank Katthöfer      | Fred Rosterg               | -                    | BMW M3                    |                         |
| 1995 | Roberto Ravaglia                | Marc Duez            | Alexander Burgstaller      | -                    | BMW 320i                  | Team Bigazzi            |
| 1996 | Johannes Scheid                 | Sabine Reck          | Hans Widmann               | -                    | BMW M3                    | Scheid Motorsport       |
| 1997 | Johannes Scheid                 | Sabine Reck          | Hans-Jürgen Tiemann        | Peter Zakowski       | BMW M3                    | Scheid Motorsport       |
| 1998 | Marc Duez                       | Andreas Bovensiepen  | Christian Menzel           | Hans-Joachim Stuck   | BMW 320d                  | Schnitzer Motorsport    |
| 1999 | Peter Zakowski                  | Hans-Jürgen Tiemann  | Klaus Ludwig               | Marc Duez            | Chrysler Viper GTS-R      | Zakspeed                |
| 2000 | Bernd Mayländer                 | Michael Bartels      | Uwe Alzen                  | Altfrid Heger        | Porsche 911 GT3           | Porsche Zentrum Koblenz |
| 2001 | Peter Zakowski                  | Michael Bartels      | Pedro Lamy                 | -                    | Chrysler Viper GTS-R      | Zakspeed                |
| 2002 | Peter Zakowski                  | Robert Lechner       | Pedro Lamy                 | -                    | Chrysler Viper GTS-R      | Zakspeed                |
| 2003 | Manuel Reuter                   | Timo Scheider        | Marcel Tiemann             | -                    | Opel Astra V8 Coupé       | Phoenix Racing          |
| 2004 | Dirk Müller                     | Jörg Müller          | Hans-Joachim Stuck         | Pedro Lamy           | BMW M3 GTR                | BMW Motorsport          |
| 2005 | Pedro Lamy                      | Boris Said           | Duncan Huisman             | Andy Priaulx         | BMW M3 GTR                | BMW Motorsport          |
| 2006 | Lucas Luhr                      | Timo Bernhard        | Mike Rockenfeller          | Marcel Tiemann       | Porsche 911 GT3           | Manthey Racing          |
| 2007 | Marc Lieb                       | Timo Bernhard        | Romain Dumas               | Marcel Tiemann       | Porsche 911 GT3           | Manthey Racing          |
| 2008 | Marc Lieb                       | Timo Bernhard        | Romain Dumas               | Marcel Tiemann       | Porsche 911 GT3 RSR       | Manthey Racing          |
| 2009 | Marc Lieb                       | Timo Bernhard        | Romain Dumas               | Marcel Tiemann       | Porsche 911 GT3 RSR       | Manthey Racing          |
| 2010 | Jörg Müller                     | Augusto Farfus       | Uwe Alzen                  | Pedro Lamy           | BMW M3 GT2                | BMW Motorsport          |
| 2011 | Marc Lieb                       | Timo Bernhard        | Romain Dumas               | Lucas Luhr           | Porsche 911 GT3 RSR       | Manthey Racing          |
| 2012 | Marc Basseng                    | Christopher Haase    | Frank Stippler             | Marcus Winkelhock    | Audi R8                   | Phoenix Racing          |
| 2013 | Bernd Schneider                 | Jeroen Bleekemolen   | Sean Edwards               | Nicki Thiim          | Mercedes-Benz SLS AMG GT3 | Black Falcon            |
| 2014 | Christopher Haase               | Christian Mamerow    | René Rast                  | Markus Winkelhock    | Audi R8 LMS ultra         | Phoenix Racing          |
| 2015 | Christopher Mies                | Edward Sandström     | Nico Müller                | Laurens Vanthoor     | Audi R8 LMS               | Team WRT                |
| 2016 | Bernd Schneider                 | Maro Engel           | Adam Christodoulou         | Manuel Metzger       | Mercedes-AMG GT3          | Black Falcon            |
| 2017 | Christopher Mies                | Conor de Philippi    | Markus Winkelhock          | Kelvin van der Linde | Audi R8 LMS               | Land Motorsport         |
| 2018 | Frédéric Makowiecki             | Patrick Pilet        | Richard Lietz              | Nick Tandy           | Porsche 911 GT3 R         | Manthey Racing          |
| 2019 | Pierre Kaffer                   | Frank Stippler       | Dries Vanthoor             | Frédéric Vervisch    | Audi R8 LMS               | Phoenix Racing          |
| 2020 | Nick Catsburg                   | Alexander Sims       | Nick Yelloly               | -                    | BMW M6 GT3                | Rowe Racing             |
| 2021 | Matteo Cairoli                  | Michael Christensen  | Kevin Estre                | -                    | Porsche 911 GT3 R         | Manthey Racing          |
| 2022 | Dries Vanthoor                  | Frédéric Vervisch    | Robin Frijns               | Kelvin van der Linde | Audi R8 LMS Evo II        | Audi Sport Team Phoenix |
| 2023 | Earl Bamber                     | Nick Catsburg        | Felipe Fernández Laser     | David Pittard        | Ferrari 296 GT3           | Frikadelli Racing Team  |
| 2024 | Ricardo Feller                  | Dennis Marschall     | Christopher Mies           | Frank Stippler       | Audi R8 LMS Evo II        | Scherer Sport PHX       |
| 2025 | Augusto Farfus                  | Jesse Krohn          | Raffaele Marciello         | Kelvin van der Linde | BMW M4 GT3 Evo            | Rowe Racing             |

## Overwinningen per merk
| Aantal | Merk          | Jaren                                                                    |
| ------ | ------------- | ------------------------------------------------------------------------ |
| 21     | BMW           | 1970-1973, 1984-1986, 1989-1992, 1994-1998, 2004, 2005, 2010, 2020, 2025 |
| 13     | Porsche       | 1976-1978, 1988, 1993, 2000, 2006-2009, 2011, 2018, 2021                 |
| 7      | Audi          | 2012, 2014, 2015, 2017, 2019, 2022, 2024                                 |
| 5      | Ford          | 1979-1982, 1987                                                          |
| 3      | Chrysler      | 1999, 2001, 2002                                                         |
| 2      | Mercedes-Benz | 2013, 2016                                                               |
| 1      | Opel          | 2003                                                                     |
| 1      | Ferrari       | 2023                                                                     |